# Asahi Beer
Asahi Beer K.K. (jap. アサヒグループホールディングス株式会社 Asahi Gurupu Horudingusu Kabushiki-gaisha, englisch Asahi Group Holdings, Ltd., früher: アサヒビール株式会社 Asahi Bīru Kabushiki-gaisha, englisch Asahi Breweries, Ltd.) ist ein japanischer Brauereikonzern mit Sitz in Sumida, Präfektur Tokio. Asahi Beer ist im Aktienindex Nikkei 225 gelistet. Derzeit gibt es Brauereien in Fukuoka, Minamiashigara, Motomiya, Moriya, Nagoya, Nishinomiya, Saijō, Sapporo und Suita. Die Konzernzentrale befindet sich im Tokioter Stadtteil Azumabashi und der Deutschlandsitz in Köln. Mit einem jährlichen Ausstoß von 57,3 Mio. Hektoliter ist Asahi Beer die siebtgrößte Brauerei weltweit (Stand: 2021).

## Geschichte
Der Vorläufer des Unternehmens, die Ōsaka Bier (大阪麦酒), wurde 1889 gegründet. Das Asahi-Bier wurde zum ersten Mal 1892 in der Brauerei Suita hergestellt. 1906 fusionierte die Brauerei mit Nippon Bier in Tokio und Sapporo Bier in Sapporo zum Konzern Dai-Nippon Bier (大日本麦酒, „Groß-Japan-Bier“), „Asahi Bier“ bestand als eigenständige Marke weiter.
1949 wurde der Konzern bei der Auflösung der Zaibatsu zerschlagen und in Asahi Beer – damals noch mit den Kanji 朝日麦酒, erst seit 1964 in Katakana – und Nihon Beer (die heutige Sapporo Beer) geteilt. 2010 wurde der Konzern als Asahi Group Holdings K.K. (アサヒグループホールディングス株式会社, engl. ~, Ltd.) reorganisiert, eine neue Asahi Beer K.K. ist nun eine 100%ige Tochter. Im Januar 2009 erwarb Asahi Beer von Anheuser-Busch InBev eine 19,9 %-Beteiligung an der chinesischen Tsingtao-Brauerei. Asahi ist mit einer Beteiligung von insgesamt 31 % damit zweitgrößter Anteilseigner von Tsingtao. Im Februar 2016 legte Asahi ein verbindliches Angebot in Höhe von umgerechnet gut 2,5 Milliarden Euro zur Übernahme der Biermarken Grolsch, Peroni und Meantime von SABMiller vor; der Verkauf ist eine Bedingung für die behördliche Erlaubnis zur Übernahme von SABMiller durch AB InBev und wurde im Oktober 2016 vollzogen. In diesem Zusammenhang kaufte die Brauerei auch fünf mitteleuropäische Biermarken, die vormals Teil von SABMiller waren (Lech und Tyskie in Polen, Pilsner Urquell in Tschechien, Dreher in Ungarn und Ursus in Rumänien), für umgerechnet 7,2 Mrd. Euro. Die Übernahme ist im ersten Halbjahr 2017 abgeschlossen worden. 2019 wurde der Kauf des australischen Brauunternehmens Carlton & United Breweries bekannt gegeben. Carlton & United war zuvor ebenfalls ein Tochterunternehmen von AB-InBev. Der Verkauf soll Anfang 2020 vollzogen werden. Ebenso wurde 2019 der Londoner Bierbrauer Fuller’s für 250 Millionen £ übernommen.
Im Jahr 2022 änderte Asahi das erste Mal die Rezeptur für Super Dry und schaffte gleichzeitig die Image-Girls ab, ein jährlich wechselndes Fotomodell oder eine Schauspielerin, die Super Dry seit 35 Jahren bewarb. Die Konkurrenten Kirin, Suntory und Sapporo hatten die Image-Girls bereits vorher abgeschafft.

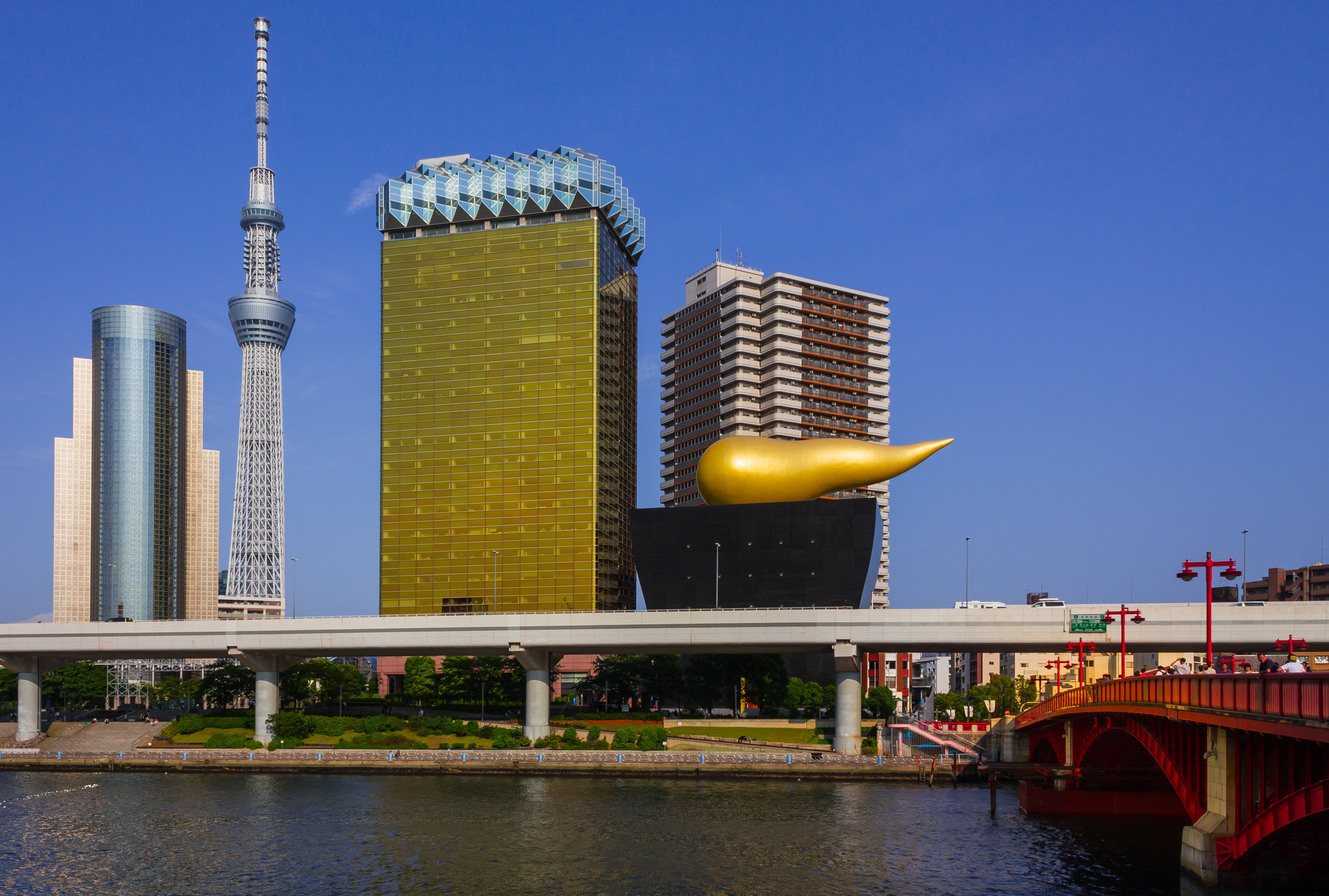
Asahi Beer – Hauptsitz von Philippe Starck entworfen, Azumabashi 2012
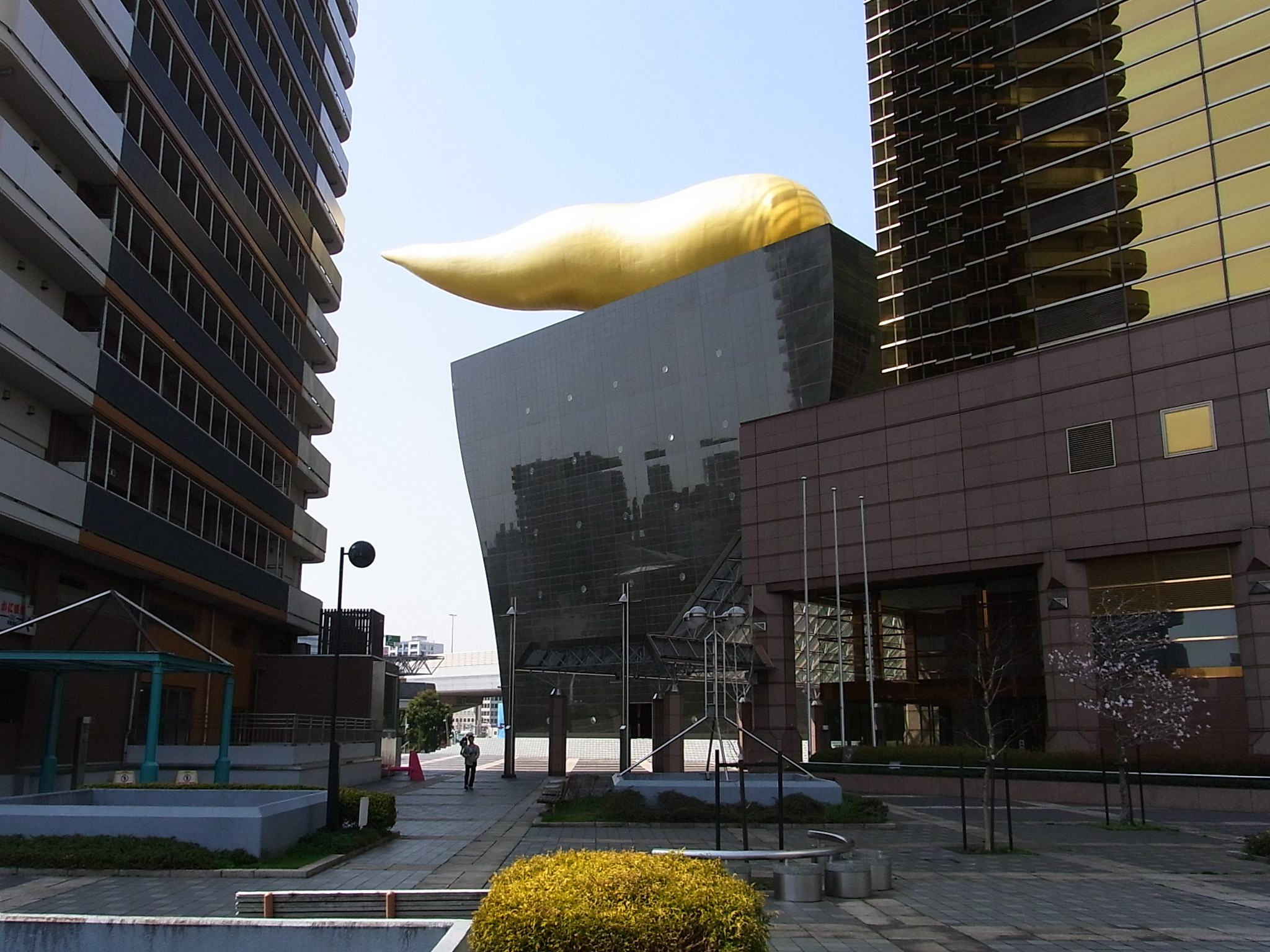
Asahi Beer – Hauptsitz Azumabashi, Sumida Tokio 2010
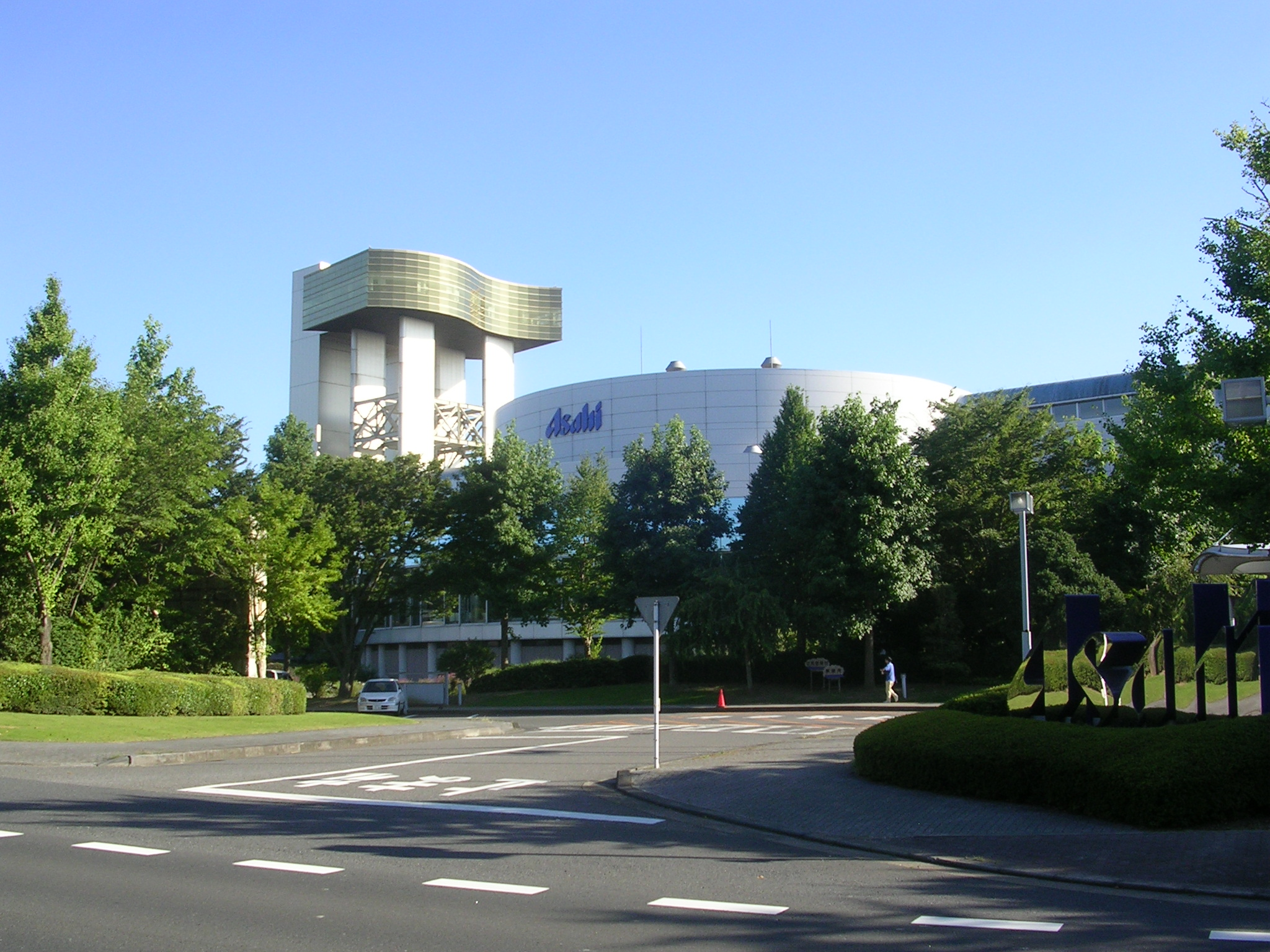
Asahi-Werk – Moriya Ibaraki – Japan, 2007
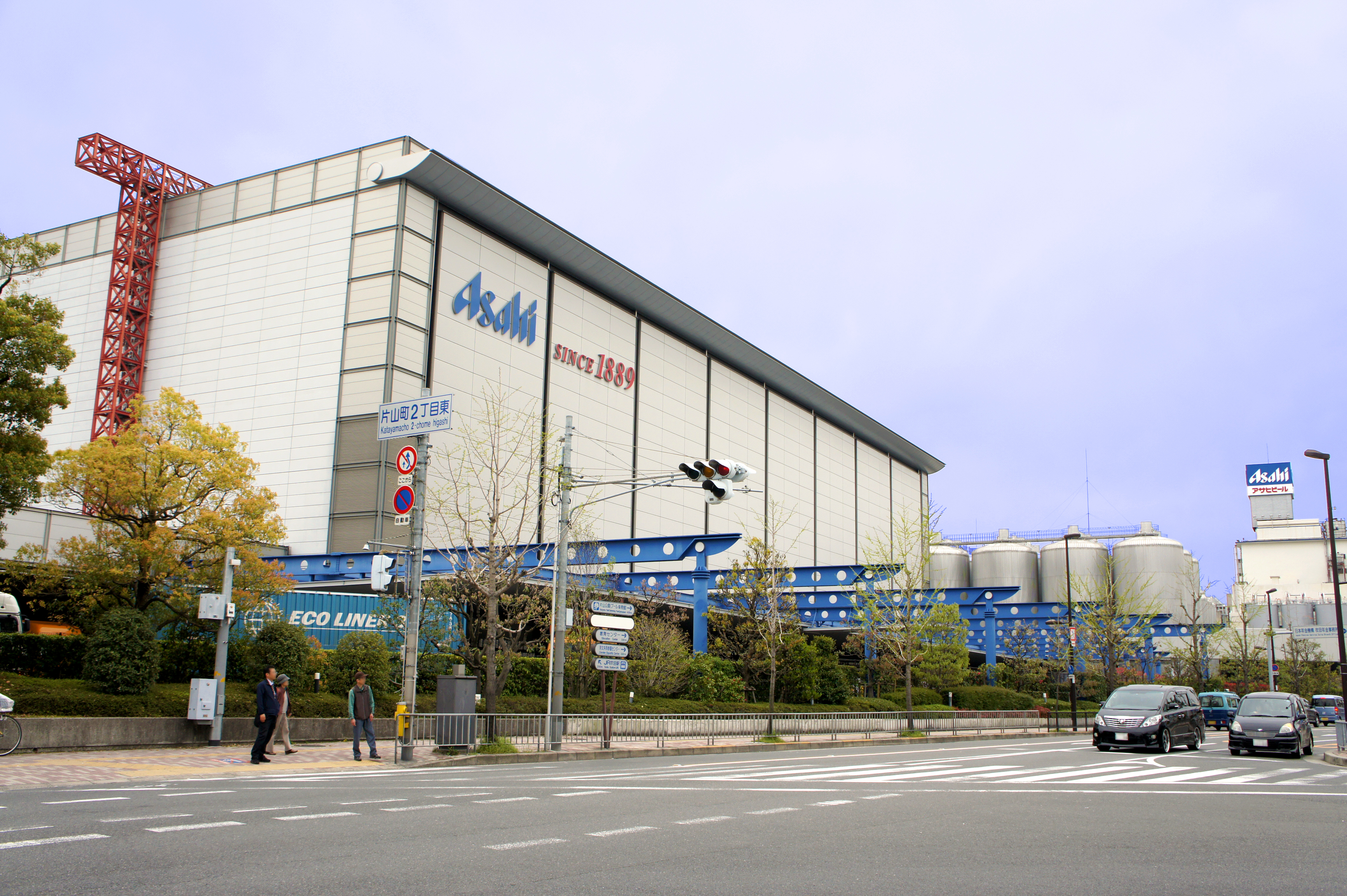
Asahi-Werk – Suita Osaka – Japan, 2007
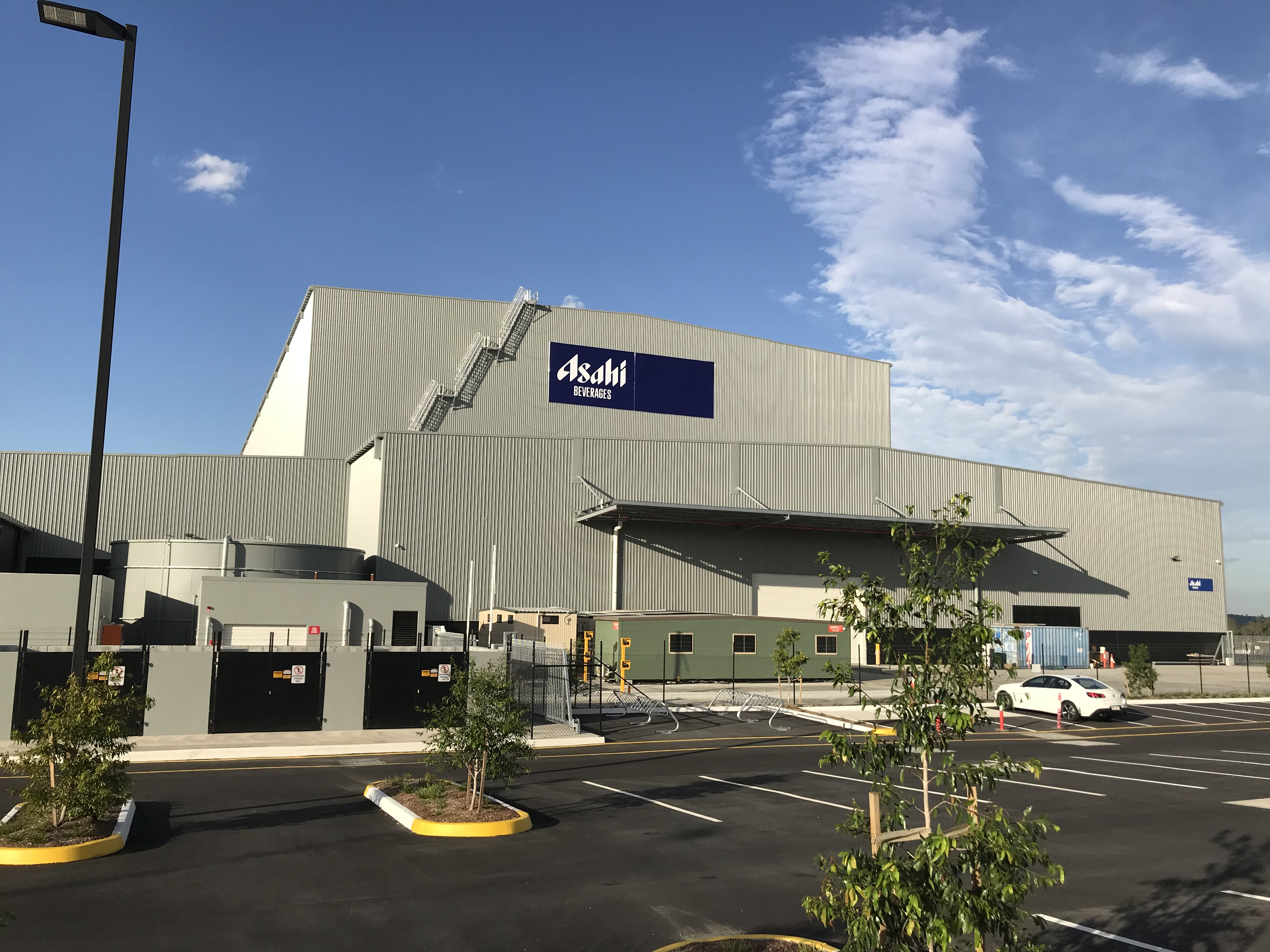
Asahi-Brauerei – Heathwood Queensland – Australien, 2017

## Produkte
Asahi wird vom Hersteller als „Premium“-Produkt bezeichnet und aus Malz, Hopfen, Mais und Reis gebraut. Es hat 5 Vol.-Prozent Alkoholgehalt, ist vom Typ der international verbreiteten amerikanischen und internationalen Lagerbiere und hat wie diese einen im Vergleich mit europäischen Sorten eher weniger ausgeprägten Eigengeschmack.
Außerhalb Japans erfreut es sich in Südkorea, Taiwan und China großer Beliebtheit. Ansonsten wird Asahi mittlerweile in die ganze Welt exportiert, auch nach Deutschland. Seit 2000 wird es in Lizenz auch in Europa (z. B. Tschechien, England) hergestellt.

Produktlinie
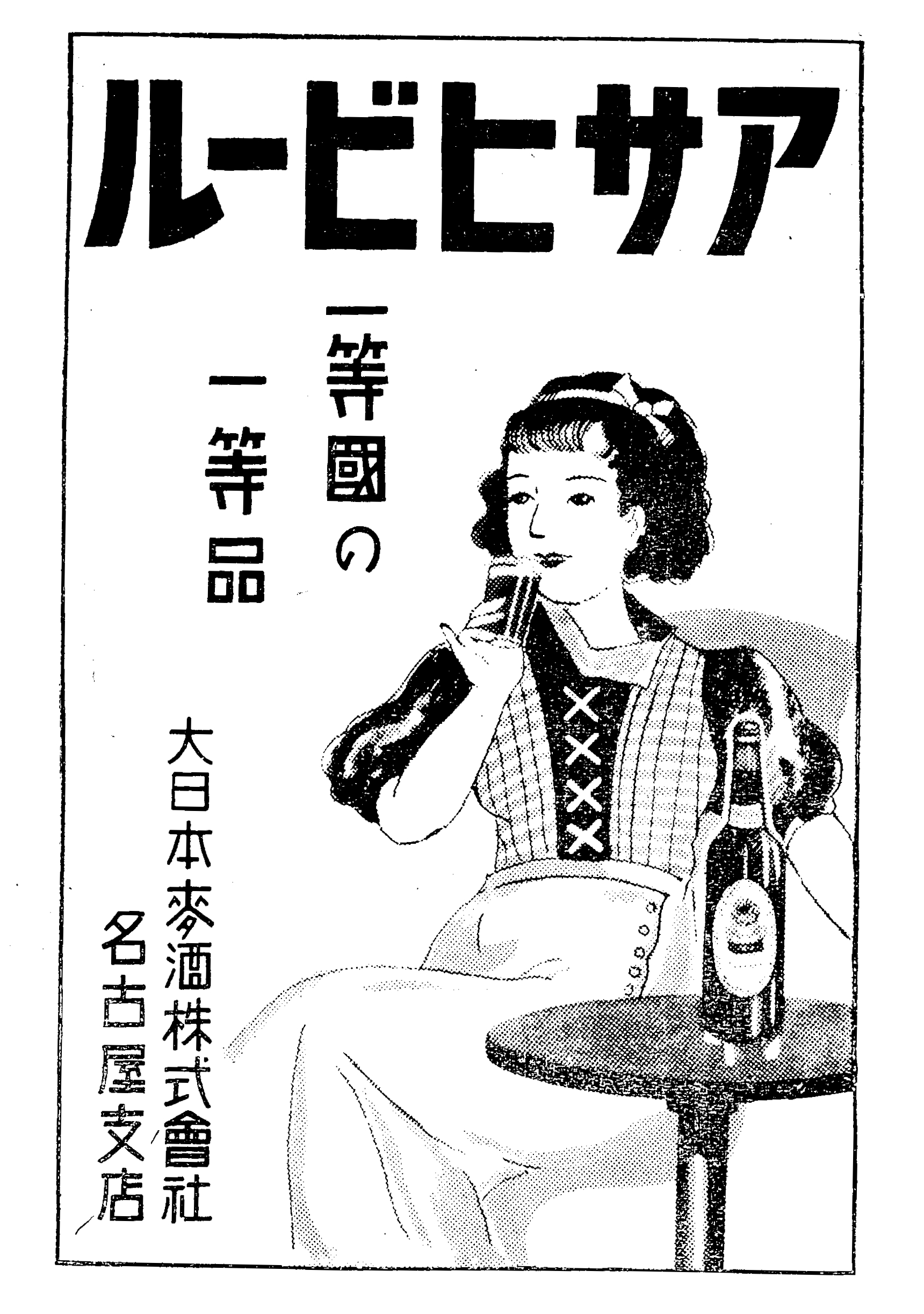
Dai-Nippon Bier – Historische Werbung, Japan 1937
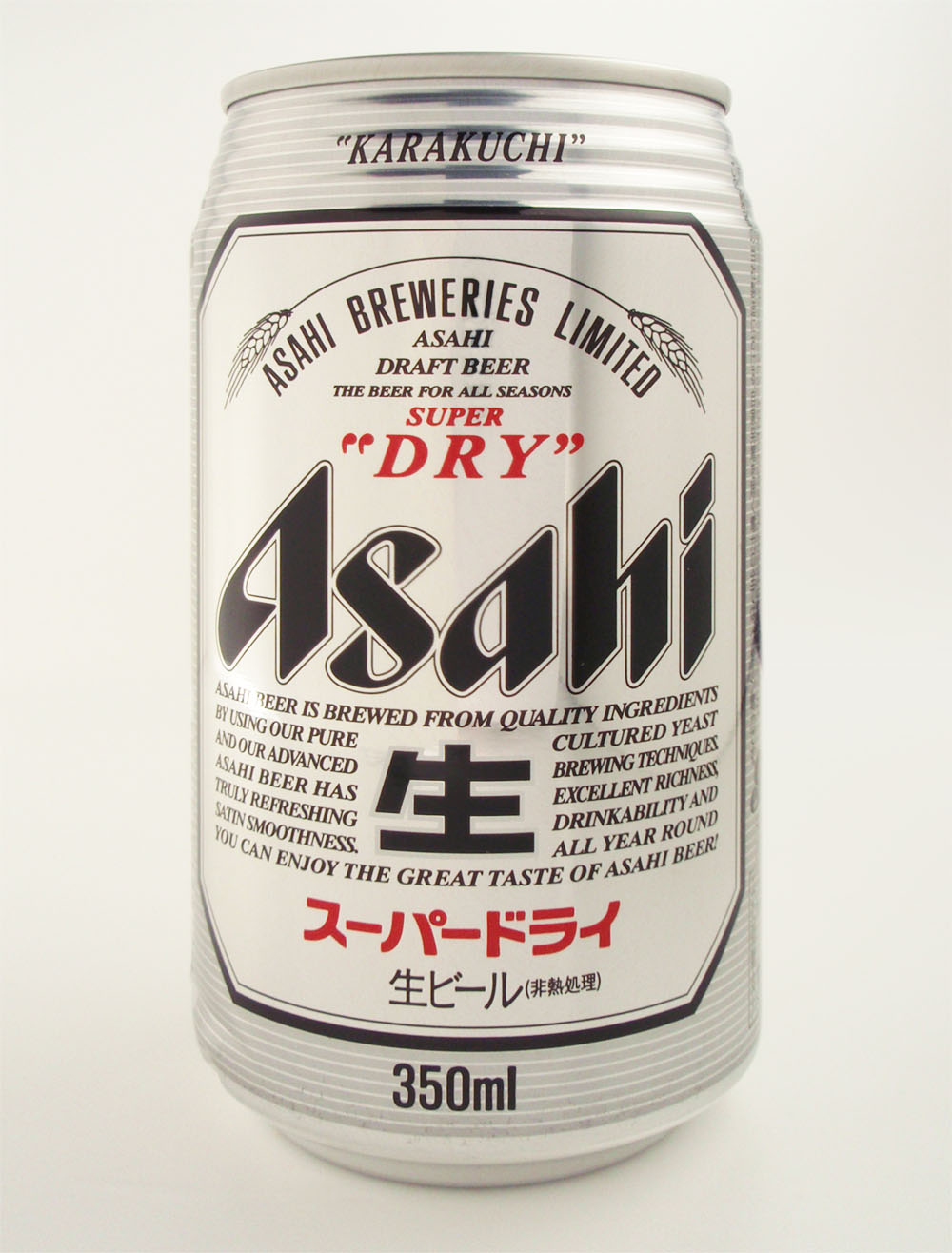
Asahi Super Dry – Bekannteste Sorte – Dose, 2011
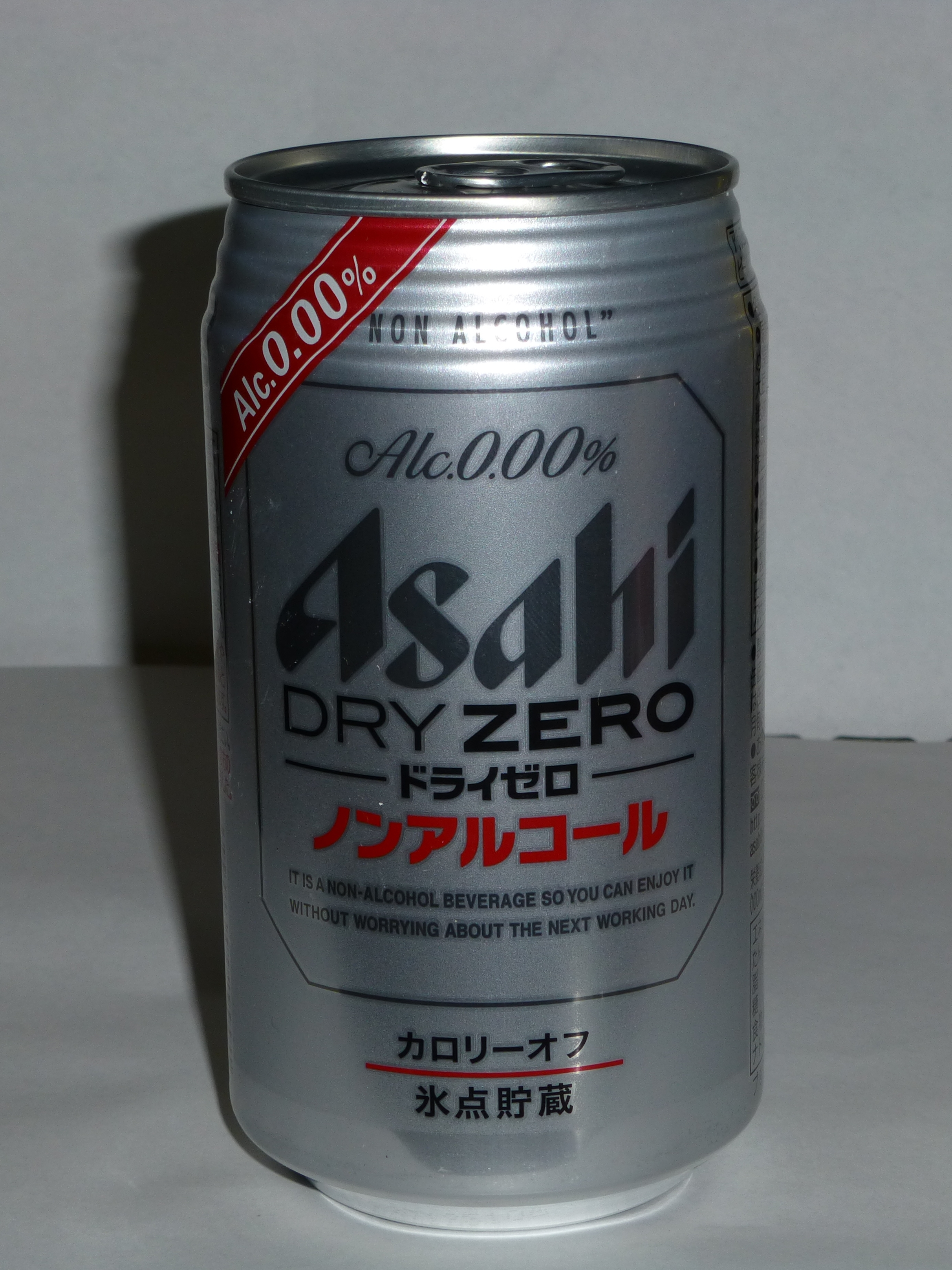
Asahi Dry Zero – Alkoholfrei – Dosenform, 2013
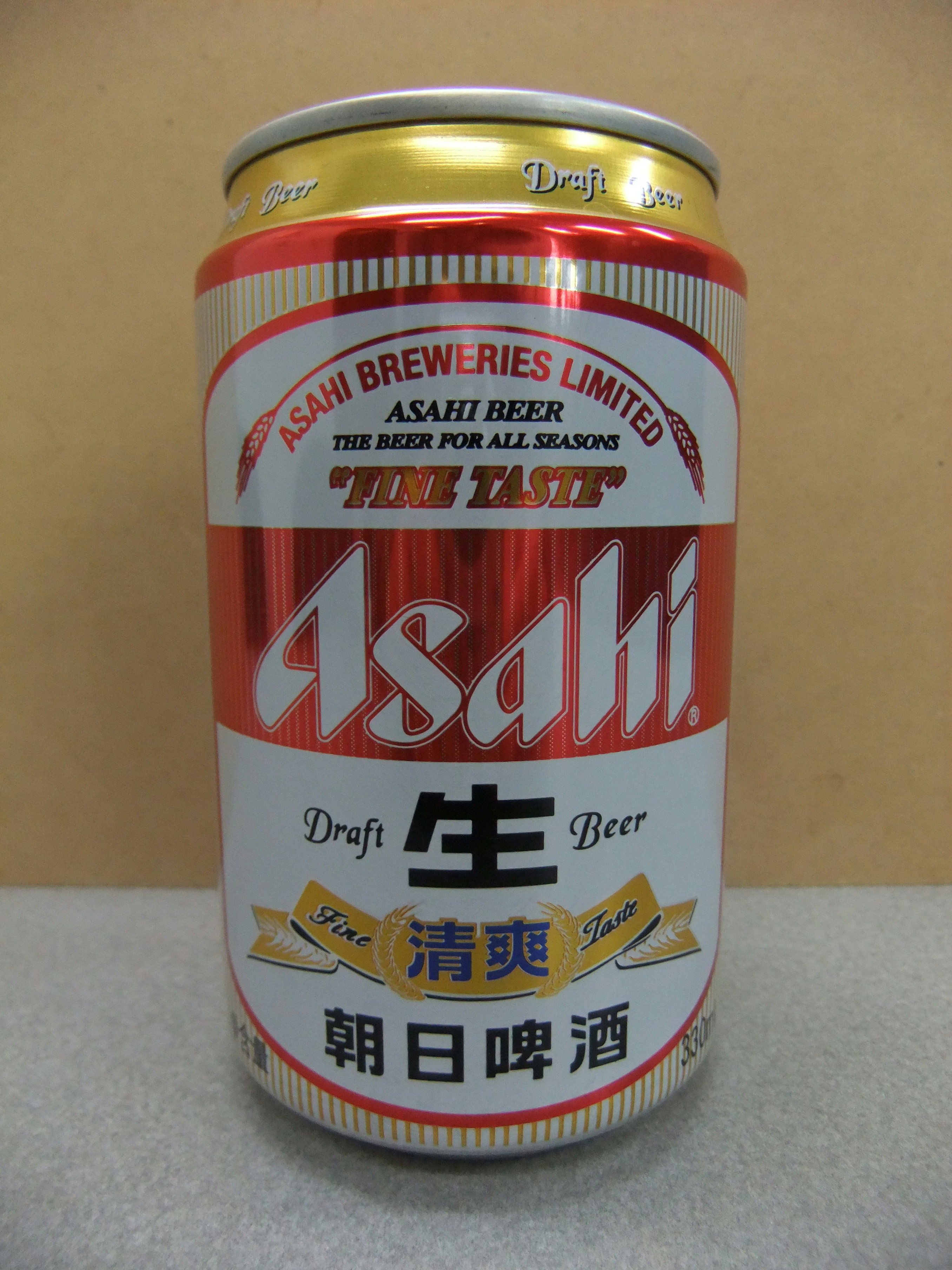
Asahi Draft Beer – 朝日啤酒 – Dosenform, China 2011
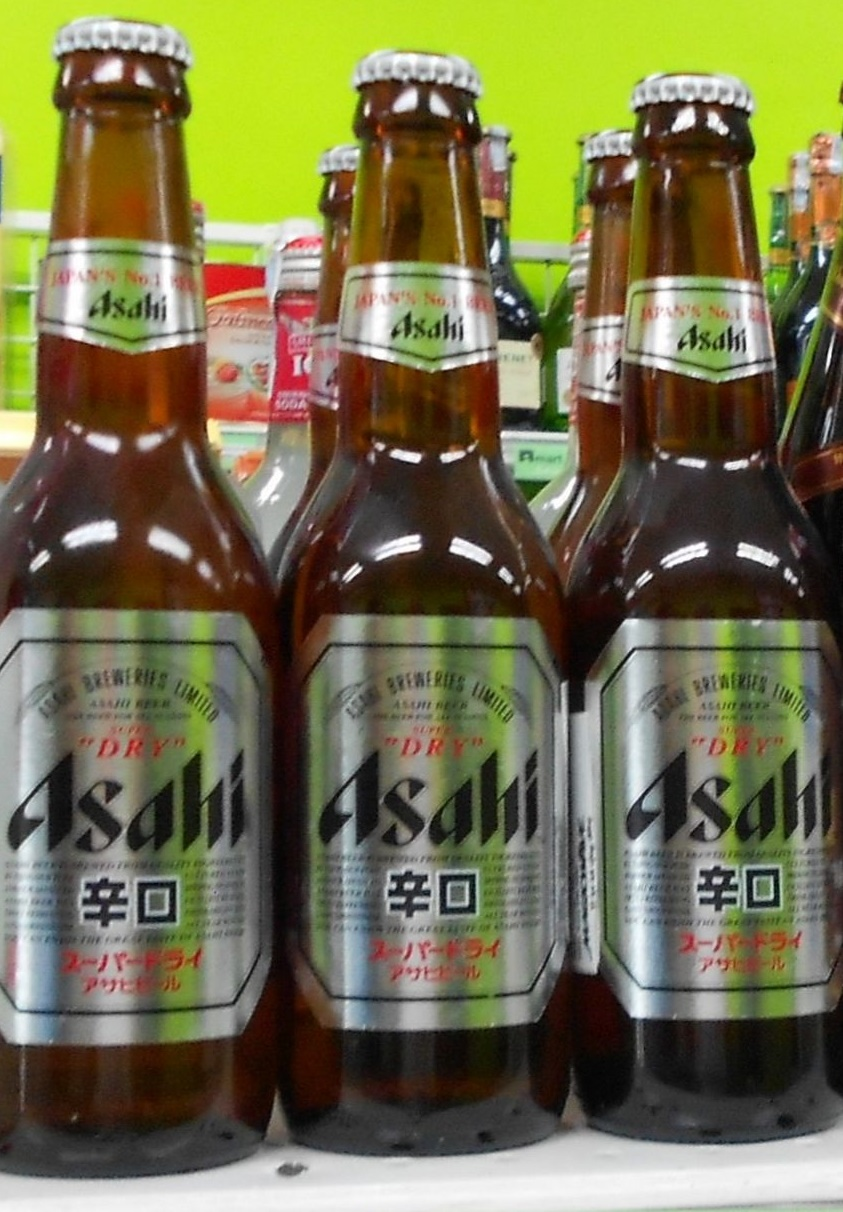
Asahi-Bier – Flaschenform, Vietnam 2017

## Auszeichnungen
- 2014: Goldpreis beim World Beer Cup in der Kategorie „International-Style Lager“, für Asahi Super Dry[15]

## Biere in Deutschland
Die Asahi Brands Germany GmbH hat ihren Sitz in Köln.  Folgende zum Asahi-Konzern gehörende Biermarken sind in Deutschland erhältlich:
- Asahi Super Dry
- Peroni Nastro Azzurro
- Tyskie
- Pilsner Urquell
- Kozel
- Gambrinus
- Lech
- Żubr
- Grolsch[17][18]